# جیمز پاتون آندرسن
جیمز پاتون آندرسن (انگلیسی: James Patton Anderson; ۱۶ فوریهٔ ۱۸۲۲ – ۲۰ سپتامبر ۱۸۷۲) سیاست‌مدار اهل ایالات متحده آمریکا بود.